# 夏洛特 (緬因州)
夏洛特（英語：Charlotte）是一個位於美國緬因州華盛頓縣的鎮。

## 人口
根據2020年美國人口普查的數據，夏洛特的面積為87.41平方千米，當中陸地面積為80.26平方千米，而水域面積為7.15平方千米。當地共有人口337人，而人口密度為每平方千米4人。